# Tryavna
Tryavna là một thị trấn thuộc tỉnh Gabrovo, Bungaria. Dân số thời điểm năm 2011 là 9313 người.

## Dân số
Dân số trong giai đoạn 2004-2011 được ghi nhận như sau:
| Năm | 2004  | 2005  | 2006  | 2007  | 2008 | 2009 | 2010 | 2011 |
| --- | ----- | ----- | ----- | ----- | ---- | ---- | ---- | ---- |
| Dân số | 10548 | 10393 | 10291 | 10160 | 9998 | 9831 | 9569 | 9313 |
| From the year 1962 on: No double counting—residents of multiple communes (e.g. students and military personnel) are counted only once. |       |       |       |       |      |      |      |      |